# CDツイン だーいすきっ!どうよう
『CDツイン だーいすきっ!どうよう』（シーディーツイン だーいすきっ!どうよう）は、日本コロムビアから発売された2枚組の童謡のアルバム。2002年2月21日発売。

## 概要
- 子供に人気の童謡を55曲収録した2枚組のアルバム。

## 収録曲

### Disc 1
- 規格商品番号は、COCX-31772。
- 1.もりのくまさん
- 2.アイアイ
- 3.おつかいありさん
- 4.ぞうさん
- 5.いぬのおまわりさん
- 6.やぎさんゆうびん
- 7.あめふりくまのこ
- 8.かわいいかくれんぼ
- 9.ことりのうた
- 10.すずめがサンバ
- 11.やまのワルツ
- 12.山の音楽家
- 13.クラリネットをこわしちゃった
- 14.ドレミのうた
- 15.南の島のハメハメハ大王
- 16.とんでったバナナ
- 17.大きな栗の木の下で
- 18.どんぐりころころ
- 19.まつぼっくり
- 20.花のお国のきしゃぽっぽ
- 21.おはながわらった
- 22.チューリップ
- 23.ちょうちょう
- 24.ぶんぶんぶん
- 25.赤とんぼ
- 26.おもちゃのチャチャチャ
- 27.キラキラぼし

### Disc 2
- 規格商品番号は、COCX-31773。
- 1.さんぽ
- 2.ぽかぽかてくてく
- 3.手のひらを太陽に
- 4.手をたたきましょう
- 5.いとまきのうた
- 6.むすんでひらいて
- 7.おはなしゆびさん
- 8.わらいごえっていいな
- 9.ホ・ホ・ホ
- 10.おなかのへるうた
- 11.ぼくのミックスジュース
- 12.アイスクリームのうた
- 13.ドロップスのうた
- 14.ふしぎなポケット
- 15.そうだったらいいのにな
- 16.しまうまグルグル
- 17.とんぼのめがね
- 18.かえるのうた
- 19.こぶたぬきつねこ
- 20.イルカはザンブラコ
- 21.五匹のこぶたとチャールストン
- 22.バナナのおやこ
- 23.いっぽんでもニンジン
- 24.すうじのうた
- 25.はたらくくるま1
- 26.はしれちょうとっきゅう
- 27.線路は続くよどこまでも
- 28.夕やけ小やけ